# Free European Song Contest
El Free European Song Contest (en español Festival de la Canción de Europa Libre) es un concurso televisivo de carácter anual, desde el año 2020 (después de la cancelación de Eurovisión 2020 a causa de la pandemia de la Covid-19 en Europa). Este concurso es organizado por la cadena privada alemana ProSieben y con la colaboración de la compañía de producción Brainpool TV. La primera edición fue ganada por el cantante germano-español Nico Santos con la canción «Like I Love You» para España, seguido por Ilse DeLange con la canción «Changes» para Países Bajos y en 3ª posición Max Mutzke como el Astronauta en representación de la Luna con la canción «Back to the Moon». Después del éxito de la primera edición, se decidió hacer una segunda edición en 2021.

## Origen e historia
Después de la cancelación de 65.ª edición de Eurovisión, el productor y cantante alemán, Stefan Raab, propuso la creación del Free European Song Contest como propuesta alternativa. Stefan Raab, ya había ideado Bundesvision Song Contest para la cadena privada alemana ProSieben y también es conocido por haber participado en múltiples ocasiones en Eurovisión, siendo en el año 2000 el representante de Alemania con la canción «Wadde hadde dudde da?».
La primera edición se celebra en Colonia, Alemania, siendo presentado por el germano-estadounidense Steven Gätjen, y la ganadora de Eurovisión 2014, Conchita Wurst.

## Países participantes
- Alemania
- Austria
- Bulgaria
- Croacia
- Dinamarca
- España
- Irlanda
- Israel
- Italia
- Kazajistán
- La Luna
- Países Bajos
- Polonia
- Reino Unido
- Suiza
- Turquía

## Otros países
Los siguientes países participaron en Eurovisión, pero sus emisoras públicas ni privadas han indicado un interés en participar en las próximas ediciones del Festival de la Canción Europea Libre (hasta el momento):
- Albania
- Andorra
- Armenia
- Australia
- Azerbaiyán
- Bélgica
- Bielorrusia
- Bosnia y Herzegovina
- Chipre
- Eslovaquia
- Eslovenia
- Estonia
- Finlandia
- Francia
- Georgia
- Grecia
- Hungría
- Islandia
- Letonia
- Lituania
- Luxemburgo
- Macedonia del Norte
- Malta
- Marruecos
- Moldavia
- Mónaco
- Montenegro
- Noruega
- Portugal
- República Checa
- Rumania
- Rusia
- San Marino
- Serbia
- Suecia
- Ucrania

## Presentadores
De momento, los únicos presentadores han sido el presentador germano-estadounidense, Steven Gätjen, y la ganadora de Eurovisión 2014
(y presentadora de la Green Room de 2015), Conchita Wurst.

## Ganadores
Hasta la fecha, solo ha ganado Nico Santos por España en la edición debut con la canción «Like I Love You», obteniendo 104 puntos (12 puntos por parte de Países Bajos y Reino Unido y 10 puntos de Bulgaria y Polonia, entre otros).